# 利皮納 (布羅德區)
49°59′28″N 25°8′27″E / 49.99111°N 25.14083°E
利皮納（烏克蘭語：Липина），是烏克蘭西部的村莊，隸屬利維夫州的佐洛奇夫區。該村始建於600年，面積0.53平方公里，海拔高度291米，2001年人口234，人口密度每平方公里441.51人。